# Natasha (bomba nuclear)
Natasha, también conocida por su denominación industrial 8U49, es el nombre de la primera bomba nuclear táctica producida en serie por la Unión Soviética que tuviera la capacidad de despliegue por bombarderos de largo alcance.
La bomba fue diseñada y construida en Arzamas-16 durante la década de 1950 especialmente para aviones tácticos Yak-26,
 y entró en servicio en 1960.
La bomba poseía un diseño aerodinámico con bajo ceficiente de arrastre, y estabilizadores en forma de X. Sus dimensiones eran 3365 mm de longitud y 580 mm de diámetro, y tenía una masa de 450 kg. El bombardeo se podía realizar a una altura entre 500 y 30000 m y a velocidades de hasta 3000 km/h en vuelo horizontal, y con maniobras complejas.